# Maladie de Charcot-Marie-Tooth type X
La maladie de Charcot-Marie-Tooth type X désigne les neuropathies du groupe des  maladies de Charcot-Marie-Tooth dont la transmission est liée au chromosome X (CMTX). Seuls les hommes en souffrent et les femmes conductrices n'ont pas la symptomatologie classique : faiblesse musculaire des muscles distaux, une perte de la sensibilité, pieds creux.
Outre la symptomatologie classique, on peut avoir une diminution de l'audition et quelques troubles indiquant une atteinte du système nerveux central.
Enfin , 90 % des type X sont secondaires à une mutation touchant un gène unique.

## Causes
Le tableau ci-dessous résume les différents sous-types, la fréquence, les gènes, les chromosomes et les protéines impliqués dans la maladie de Charcot-Marie-Tooth de type lié à l'X. 
| Sous-type | Fréquence | Gène       | Chromosome | Protéine  |
| --------- | --------- | ---------- | ---------- | --------- |
| CMTX1     |           | GJB1, Cx32 | Xq13.1     | Cx32 (en) |
| CMTX2     |           | non connu  | Xp22       |           |
| CMTX3     |           | non connu  | Xq26       |           |
| CMTX4     |           | AIFM1      | Xq24       |           |
| CMTX5     |           | PRPS1      | Xq22       |           |
| CMTX6     |           | PDK3       |            |           |

## Incidence et prévalence
La prévalence des neuropathies héréditaires est estimée à 30 pour 100 000. La prévalence de la maladie de Charcot-Marie-Tooth type X (CMTX) est de 10 pour 100 000.

## Description
Cette forme est démyélinisante et axonale dans sa forme à transmission dominante liée à l'X (CMTX1).

## Traitement et prise en charge
Il n'existe aucun traitement étiologique (traitant la cause).
Les traitements sont symptomatiques et dépendent du niveau de déformation et du handicap fonctionnel.
Les kinésithérapeutes peuvent participer à stabiliser les structures anatomiques lésées dans ce type de pathologie (muscles, articulations).
Les podologues peuvent réaliser des orthèses plantaires et appareillages afin de stabiliser la marche et éviter au maximum les lésions ligamentaires, tendineuses et dermatologiques que présentent fréquemment les personnes atteintes par la Charcot-Marie-Tooth type X .

## Conseil génétique

### Mode de transmission
Toutes les CMTX sont rares, de transmission récessive liée à l'X hormis la forme CMTX1 qui se transmet comme un trait dominant lié à l'X.